# NGC 3321
NGC 3321 = NGC 3322 ist eine Balken-Spiralgalaxie vom Hubble-Typ Sc im Sternbild Sextant südlich der Ekliptik. Sie ist schätzungsweise 103 Millionen Lichtjahre von der Milchstraße entfernt und hat einen Durchmesser von etwa 80.000 Lj.
Das Objekt wurde im Jahr 1880 von Andrew Ainslie Common entdeckt.